# Роб Коен
Роб Коен (англ. Rob Cohen; нар. 12 березня 1949 р.) — американський продюсер, кінорежисер і сценарист.

## Біографія
Роб народився 12 березня 1949 року в Корнволі, штат Нью-Йорк, США. Дитинство провів у місті Ньюберг (штат Нью-Йорк) і закінчив Ньюберзьку академію 1967 року. Закінчив Гарвардський університет.
Особисте життя
З 2006 року перебуває у шлюбі. Має чотирьох дітей (трійнят від нинішньої дружини – Барбари Лардера, та дочку від попередніх відносин).

## Фільмографія

### Продюсер
- 2012 : Я, Алекс Кросс / Alex Cross;

1. Riot (2009);
2. King of the Nudies (2009);
3. XXX-2 (2005) / xXx: State of the Union;
4. Останній вихід (ТБ) (2004) / Last Ride, The;

- 2002 : Три ікси / xXx

1. Vanishing Son IV (ТБ) (1994);
2. Зникаючий син 3 (ТБ) (1994) / Vanishing Son III;
3. Зникаючий син 2 (ТБ) (1994) / Vanishing Son II;
4. Зникаючий син (ТБ) (1994) / Vanishing Son;
5. Лицар доріг 2010 (ТБ) (1994) / Knight Rider 2010;
6. Думки в тумані (ТБ) (1993) / Relentless: Mind of a Killer;
7. Напролом (1991) / Hard Way, The;
8. Пташка на дроті (1990) / Bird on a Wire;
9. Дезорганізована злочинність (1989) / Disorganized Crime;
10. Змій і веселка (1988) / Serpent and the Rainbow, The;

- 1987 :  Будяк / Ironweed;

1. Біжить (1987) / Running Man, The;
2. Загін монстрів (1987) / Monster Squad, The;
3. Іствікські відьми (1987), $ 300 000 / Witches of Eastwick, The;
4. Денне світло (фільм, 1996) / Light of Day;
5. Легенда про Біллі Джин (1985) / Legend of Billie Jean, The;
6. Вістря бритви (1984) / Razor's Edge, The;
7. Amateur Night at the Dixie Bar and Grill (ТБ) (1979);
8. Віз (1978) / Wiz, The;
9. Almost Summer (1978);
10. Слава Богу, сьогодні п'ятниця (1978) / Thank God It's Friday;
11. Scott Joplin (1977);
12. Довготелесий Бінго і його зоряна група (1976) / Bingo Long Traveling All-Stars & Motor Kings, The;
13. Червоне дерево (1975) / Mahogany.

### Режисер
1. Категорія 5 (2018) / The Hurricane Heist;
2. Шанувальник (2015) / The Boy Next Door;
3. Я, Алекс Кросс (2012) / Alex Cross;
4. Мумія: Гробниця Імператора Драконів (2008) / Mummy: Tomb of the Dragon Emperor, The;
5. Стелс (2005) / Stealth;
6. Раммштайн (відео) (2003) / Rammstein: Lichtspielhaus;
7. Три ікси (2002) / xXx;
8. Форсаж (2001) / Fast and the Furious, The;
9. Черепа (2000) / Skulls, The;
10. Щуряча зграя (ТБ) (1998) / Rat Pack, The;
11. Денне світло (1996) / Daylight;
12. Серце дракона (1996) / Dragonheart;
13. Дракон: Історія Брюса Лі (1993) / Dragon: The Bruce Lee Story;
14. Антагоністи (серіал) (1991) / Antagonists, The;
15. Тридцять-с-чем-то (1987—1991) / thirtysomething;
16. Хуперман (1987—1989) / Hooperman;
17. Private Eye (1987—1988);
18. Поліція Маямі: Відділ моралі (телесеріал) (1984—1989) / Miami Vice;
19. Scandalous (1984);
20. A Small Circle of Friends (1980).

### Актор
1. Три ікси (2002) / xXx … Colombian Horseman, в титрах не вказаний;
2. Форсаж (2001) / Fast and the Furious, The … Pizza Hut Delivery Guy, в титрах не вказаний;
3. Черепа (2000) / Skulls, The … College Lecturer, в титрах не вказаний;
4. Флеш Гордон (серіал) (1996) / Flash Gordon … озвучка;
5. Денне світло (фільм, 1996) / Daylight … Elliott, в титрах не вказаний;
6. Howie Mandel's Sunny Skies (серіал) (1995);
7. Vanishing Son IV (ТБ) (1994) / … Teacher Benton;
8. Зникаючий син (ТБ) (1994) / Vanishing Son … Teacher Beaton;
9. Дракон: Історія Брюса Лі (1993) / Dragon: The Bruce Lee Story … Enter the Dragon Director;
10. Wiz on Down the Road (1978) / … Producer.

### Сценарист
1. Останній вихід (ТБ) (2004) / Last Ride, The;
2. Ритуал (2001) / Ritual;
3. Зникаючий син (ТБ) (1994) / Vanishing Son;
4. Дракон: Історія Брюса Лі (1993) / Dragon: The Bruce Lee Story;
5. Чудові роки (серіал) (1988—1993) / Wonder Years, The;
6. Scandalous (1984).

### Актор: Грає самого себе
1. Cutting Edge: The Magic of Movie Editing, The (2004);
2. Making of 'Dragonheart', The (відео) (1997);
3. HBO: Перший погляд (серіал) (1992—2008);
4. HBO First Look.